# 伯灵顿 (艾奥瓦州)
伯灵顿（英語：Burlington）位于美国艾奥瓦州东南部，是得梅因县的县治所在，面积38.4平方公里。根据2000年美国人口普查，共有26,839人，其中白人占91.6%、非裔美国人占5.0%。